# قلعة في السماء
قلعة في السماء (باليابانية:天空の城ラピュタ، تنكو نو شيرو رابيوتا) و(بالإنجليزية: Laputa: Castle in the Sky) هو فيلم رسوم متحركة ياباني (أنمي) أنتج عام 1986 من إخراج هاياو ميازاكي فيما قام بتنفيذ الرسوم الكرتونية إستديو جيبلي.

## قصة الفلم
تدور احداث القصة بالسماء حيث تكون بطلة الفلم شيتا بمنطاد وتأتي عصابة قراصنة من السماء لسرقة جوهرة الاثيروم منها
فتحاول الهرب بعد أن اقتحموا المنطاد فتسقط ويغمى عليها لكن تكون هناك قوة خارقة بالجوهرة تحميها وتجعلها تطفو بالسماء
ويلتقطها شاب ويصبح صديقها ويحاولان الهرب من العصابة والجيش لان الجوهرة لها علاقة بقلعة في السماء تسمى (لابوتا) هذه الجزيرة تطفو بالسماء وتحتوي على كنوز ومجوهرات والشاب يحاول ان يثبت لاهل القرية وجود هذه الجزيرة التي التقط صورة لها والده المتوفي ليثبت صدق ما قال والده وتدور احداث القصة صراع بين الخير والشر.

## وصلات خارجية
- معلومات مفصلة حول قلعة في السماء في موقع Nausicaa.net
- مراجعة حول قلعة في السماء في موقع Mehve Ghibli نسخة محفوظة 11 أكتوبر 2007 على موقع واي باك مشين.
- قلعة في السماء على موقع IMDb (الإنجليزية)
- قلعة في السماء على موقع ميتاكريتيك (الإنجليزية)
- قلعة في السماء على موقع روتن توميتوز (الإنجليزية)
- قلعة في السماء على موقع نتفليكس (الإنجليزية)
- قلعة في السماء على موقع ألو سيني (الفرنسية)
- قلعة في السماء على موقع Turner Classic Movies (الإنجليزية)
- قلعة في السماء على موقع أول موفي (الإنجليزية)
- قلعة في السماء على موقع فيلمافينيتي (الإسبانية)
- قلعة في السماء على موقع قاعدة بيانات الفيلم (الإنجليزية)
- قلعة في السماء على موقع ليتربوكسد (الإنجليزية)
- مراجعة حول قلعة في السماء في موقع The Nihon Review
- عن قلعة في السماء في wingsee.com